# Бакальчук Михайло Ілліч
Миха́йло Іллі́ч Бакальчу́к (нар. 3 жовтня 1938, Запоріжжя — 4 серпня 2024) — артист розмовного жанру, конферансьє. Народний артист України (1998).

## Життєпис
Народився 3 жовтня 1938 року в м. Запоріжжі. Свій шлях, як артиста, розпочав у 22 роки.
1959 — закінчив естрадну студію Будинку актора в Одесі (режисер Г. Пінський).
1960—1961 — артист розмовного жанру в Полтавській філармонії.
1961—1965 — артист філармонії в місті Фрунзе (нині Бішкек, Киргизстан).
1966—1967 — працював в Алма-Аті, 1967—1968 — в білоруській естраді.
1970—1974 працював у Кишиневі, 1980—1983 — в Тулі.
1968—1969 і 1975—1979 — артист розмовного жанру в Одеській філармонії.
Від 1983 — провідний артист Одеської обласної філармонії.
Гастролював у Чехії, Польщі, Німеччині, Монголії, США та Афганістані.
1998—2002 — автор і ведучий телепередачі «Здрастуйте!» (Одеське телебачення).

## Сольні програми
- 1995 — «Про що в Одесі говорять?»
- 1996 — «Посмішки Одеси»
- 1997 — «Тільки б зустрітися»
- 1998 — «У Вас в гостях сьогодні одеський „Єралаш“» (дитяча програма).

## Визнання
- 1985 — Лауреат Всесоюзного фестивалю естрадного мистецтва «Вогні магістралі» (Хабаровськ)
- 1989 — Член Асоціації діячів естрадного мистецтва України
- 1989 — Заслужений артист України
- 1998 — Народний артист України